# Flistads församling, Linköpings stift
Flistads församling var en församling i Linköpings stift inom Svenska kyrkan i Linköpings kommun i Östergötlands län. Församlingen uppgick 2006 i Vreta klosters församling.
Församlingskyrka var Flistads kyrka

## Administrativ historik

Flistads församlingsvapen 1996-2006

Församlingen har medeltida ursprung.
Församlingen utgjorde tidigt ett eget pastorat för att därefter till 1962 vara annexförsamling i pastoratet Ljung och Flistad. Från 1962 till 2006 var församlingen annexförsamling i Vreta kloster, Stjärnorp, Ljung och Flistad. Församlingen uppgick 2006 i Vreta klosters församling.
Församlingskod var 058020.

## Kyrkoherdar
Lista över kyrkoherdar.
| Ämbetstid | Namn     | Levnadstid | Övrigt |
| --------- | -------- | ---------- | ------ |
| 1344      | Hæmingus |            |        |

### Komministrar
Lista över komministrar.
| Ämbetstid | Namn                          | Levnadstid | Övrigt                                     |
| --------- | ----------------------------- | ---------- | ------------------------------------------ |
| 1623–1634 | Ericus Haquini (Smolandus)    | –1634      |                                            |
| 1634–1636 | Magnus Erici (Hollstadius)    |            |                                            |
| 1637–1654 | Joannes Olavi Korling         | 1608–1672  | Senare kyrkoherde i Ljungs församling.     |
| 1654–1676 | Sueno Suenonis (Junecopensis) | –1676      |                                            |
| 1681–1685 | Laurentius Jullerus           | –1679      |                                            |
| 1686      | Fredricus Courling            |            | Senare komminister i Vånga församling.     |
| 1696–1710 | Petrus Ausenius               | 1659–1710  |                                            |
| 1711–1742 | Nils Kremer                   | 1681–1743  | Senare kyrkoherde i Veta församling.       |
| 1742–1763 | Nils Loenbom                  | 1715–1763  |                                            |
| 1762–1781 | Samuel Andreæ Palmærus        | 1717–1804  | Senare kyrkoherde i Frinnaryds församling. |
| 1781–1793 | Johan Kling                   | 1745–1821  | Senare kyrkoherde i Ljungs församling.     |
| 1794–1803 | Pehr Anders Palmær            | 1761–1832  | Senare kyrkoherde i Svanshals församling.  |
| 1804      | Isaac Magnus Palmær           |            | Senare kyrkoherde i Hjorteds församling.   |
| 1815–1823 | Anders Wirell                 | 1778–1823  |                                            |
| 1823–1862 | Nils Peter Ljungholm          | 1783–1862  |                                            |
| 1862–1884 | Nils Israel August Willén     | 1812–1884  |                                            |
| 1885–1891 | Johan August Wessén           | 1836–1891  |                                            |
| 1892      | Jonas Peter Jehrlander        |            | Senare kyrkoherde i Björsäters församling. |
| 1907–1914 | Anton Julius Hedin            | 1872–      |                                            |

## Klockare och organister
| Verksam   | Namn                       | Levnadstid            | Övrigt                |
| --------- | -------------------------- | --------------------- | --------------------- |
|           | Christian Larsson          | –1734                 | Klockare              |
|           | Salomon Salomonsson        | 1703–1767             | Klockare              |
|           | Anders Ausenius            |                       | Klockare              |
|           | Petter Andersson Björklund | 1742–1803             | Klockare              |
| 1804–1837 | Lars Albert Björkrot       | 1786–1837             | Klockare              |
| 1838–1852 | Johan Fredrik Peter        | 1813–                 |                       |
| 1848–1857 | Carl August Wånell         | 1823                  |                       |
| 1857–1890 | Carl Gustaf Lindén         | 1835–1927             | Klockare och organist |
| 1891–1924 | Adrian Hermansson          | Klockare och organist |                       |
| 1925–1928 | John Arnell                | 1900–                 | Klockare och organist |
| 1929–1947 | Nils Wahlberg              | 1901–                 | Klockare och organist |
|           | Eskil Nyrenius             |                       | Klockare och organist |
|           | Ruth Thylefors             |                       | Klockare och organist |
| 1951–     | Karl Lindahl               |                       | Klockare och organist |